# Aleksandr Alekhin
Aleksandr Aleksàndrovitx Alekhin (rus: Алекса́ндр Алекса́ндрович Але́хин, AFI [ɐlʲɪkˈsandr ɐlʲɪkˈsandrəvʲɪtɕ ɐˈlʲexʲɪn], o Alexandre Alekhine, tal com ell mateix escrivia el seu nom com a ciutadà francès) (Moscou, 31 d'octubre de 1892 - Estoril, 24 de març de 1946) fou un jugador d'escacs rus, posteriorment nacionalitzat francès, i un dels més rellevants campions mundials de tota la història, conegut pel seu estil agressiu, i que va morir en possessió del títol. Hom el considera un dels millors jugadors de tots els temps.
A vint-i-dos anys, es trobava ja entre els millors escaquistes del món. Durant els 1920, va guanyar la majoria dels torneigs d'escacs en què va participar. El 1927, va esdevenir el quart Campió del Món, tot derrotant Capablanca, que llavors era àmpliament considerat invencible, en un matx que es mantindria com al més llarg matx pel Campionat del món mai celebrat fins al 1984.
A començaments dels 1930, Alekhin dominà el circuit de torneigs internacionals, i va guanyar dos torneigs d'elit amb grans avantatges. També va jugar al primer tauler de la selecció francesa en cinc olimpíades d'escacs, obtenint distincions individuals en totes elles (quatre medalles i un premi de bellesa). Alekhine va oferir a Capablanca un matx de revenja en les mateixes condicions que Capablanca havia establert abans per a ell, i les negociacions es van perllongar durant anys sense fer gaires progressos. Mentrestant, Alekhine va defensar el seu títol amb facilitat contra Bogoliúbov el 1929 i el 1934. Fou derrotat per Euwe el 1935, però recuperà la corona mundial en el matx de revenja de 1937. Les seves actuacions en torneigs, però, foren desiguals, i les joves estrelles emergents, com ara Keres, Fine, i Botvínnik amenaçaren el seu títol. Les negociacions per un matx pel títol amb Keres o Botvínnik foren interrompudes per l'esclat de la Segona Guerra Mundial a Europa el 1939. Noves negociacions amb Botvínnik per un matx pel títol estaven en curs el 1946 quan Alekhin va morir a Portugal, en circumstàncies poc clares.

## Biografia
Fill d'una benestant i acomodada família de Moscou — el seu pare tenia moltes terres i era membre de la Duma, i la seva mare era filla d'un empresari — que encara va fer més fortuna amb el tèxtil. Va ser la seva mare qui el va ensenyar a jugar als escacs. Va viure en diferents països, i parlava rus, francès, alemany i anglès.

### Els inicis en els escacs
El primer èxit esportiu li va arribar als 17 anys, en el torneig d'aficionats de Sant Petersburg, el 1909, guanyant 12 partides, perdent 2 i fent 2 taules, tot obtenint el títol de mestre nacional. Llavors era entrenat pel mestre Blumenfeld, i el torneig va desenvolupar-se paral·lelament a un altre de caràcter professional, en el qual van vèncer Emanuel Lasker i Akiba Rubinstein.
El 1911 participà en el fortíssim torneig de Carlsbad, on hi acabà en 11a posició (el campió fou Richard Teichmann)
El 1914, després de jugar un altre torneig a Sant Petersburg, Alekhine i José Raúl Capablanca foren dos dels cinc primers escaquistes de la història a aconseguir el títol de Gran Mestre Internacional. A les darreries de 1915 guanyà el Torneig del Club d'escacs de Moscou. Allà, un dels seus oponents fou Nikolai Grigóriev, amb qui més tard mantingué relacions d'amistat, i a qui va guanyar una famosa partida que fins i tot va ser publicada en el Butlletí d'Escacs de la ciutat, el Schachmatny Vestnik, propietat de la família d'Alekhin. Aquesta partida serviria posteriorment a Alekhin per a compondre la seva famosa "partida de les cinc dames".

### El període 1917 - 1926
Després de la Revolució Russa, fou encarcerat a Odessa l'any 1919, acusat d'espionatge, tot i que posteriorment fou alliberat. L'octubre de 1920 va participar en el I Campionat de l'URSS a Moscou, torneig que va guanyar amb un punt d'avantatge sobre Piotr Romanovski. Poc després va jugar un matx a 7 partides contra Nikolai Grigóriev, saldat en favor d'Alekhin amb 2 victòries i 5 empats. Va emigrar a França l'any 1921, on obtingué la nacionalitat francesa quatre anys més tard. Va estudiar dret a la Sorbona. El 1923 fou primer al fort Torneig de Carlsbad, empatat a punts amb Iefim Bogoliúbov i Géza Maróczy.

## Campió del Món, 1927-1935
El 1927 va vèncer Capablanca a Buenos Aires en el Campionat del món de 1927 i va esdevenir Campió del Món. Va negar al cubà la possibilitat d'un matx de revenja, evitant activament des de llavors coincidir amb ell en cap torneig. El 1930 va guanyar clarament el gran Torneig de San Remo, on participava tota l'elit escaquística del moment, llevat de Capablanca. Fou primer al torneig de Bled de 1931, superant clarament tots els seus rivals. El 1932 va empatar al primer lloc amb Isaac Kashdan al torneig de Ciutat de Mèxic, va vèncer, per davant de Kashdan, a Pasadena, i vencé també a Londres, per davant de Salo Flohr.

## Partida inèdita
El 24 de gener de 1935, Alekhine va jugar una partida inèdita contra la parella de jugadors catalans formada per Rafael Llorens Llorens i Francesc d'Assís Carreras Obrador.
Planella original de la partida

## La pèrdua del títol, 1935-1937
L'any 1935 va perdre el títol davant Max Euwe, una derrota sovint atribuïda a l'abús d'alcohol.

## Campió del Món, 1935-1946

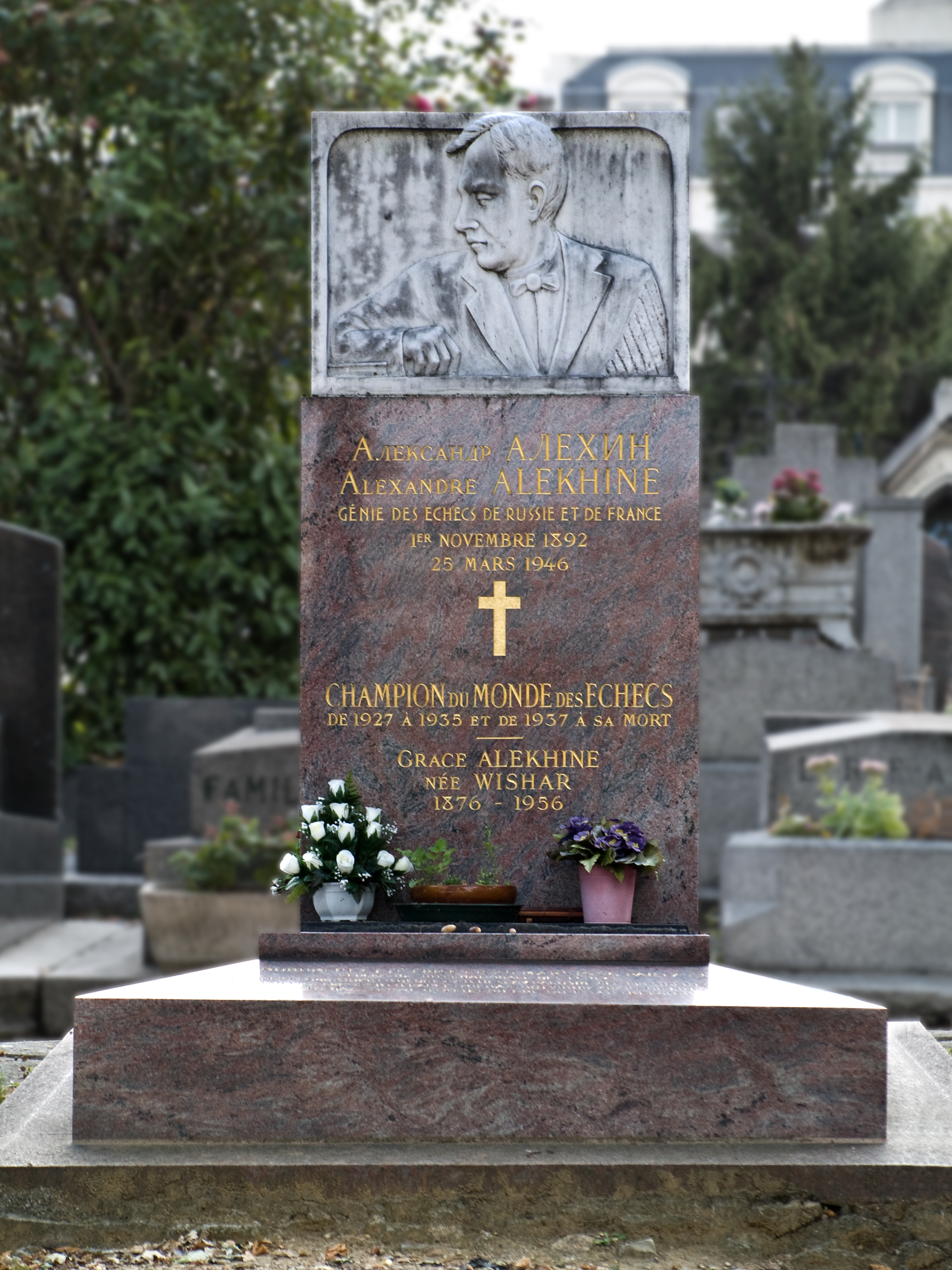
Tomba d'Alexander Alekhine a Montparnasse

Fou 4t al fort torneig de Kemeri de 1937 (guanyat per Samuel Reshevsky, Vladimirs Petrovs i Salo Flohr).
Va deixar la beguda i va recuperar el títol vencent Euwe el 1937, i el va retenir fins a la seva mort.
Durant la Segona Guerra Mundial, Alekhine va jugar diferents torneigs a l'Alemanya nazi o en territoris ocupats pels alemanys. El 1941 es van publicar uns articles antisemites titulats Els escacs aris i els escacs jueus al Pariser Zeitung. Tot i que no es pot dir del cert, hi ha sospites que en fos l'autor.
El març de l'any 1946, mentre es preparava per a l'encontre pel campionat del món enfront de Botvínnik, va morir en una habitació d'hotel a Estoril, Portugal. Encara no estan clares les circumstàncies de la seva mort. La FIDE va pagar les despeses de l'enterrament. Les seves despulles es troben en el cementiri de Montparnasse de París des del 1956.

## La partida de les cinc dames
|   | a | b | c | d | e | f | g | h |   |
| 8 | a8 negres torre · c8 negres alfil · g8 blanques dama · a7 negres peó · b7 negres peó · b6 negres rei · c6 negres cavall · h6 blanques torre · c5 negres alfil · d5 negres peó · f4 blanques dama · e3 blanques dama · f3 blanques rei · c2 negres dama · f2 blanques peó · b1 negres dama · f1 blanques alfil · g1 blanques cavall | a8 negres torre · c8 negres alfil · g8 blanques dama · a7 negres peó · b7 negres peó · b6 negres rei · c6 negres cavall · h6 blanques torre · c5 negres alfil · d5 negres peó · f4 blanques dama · e3 blanques dama · f3 blanques rei · c2 negres dama · f2 blanques peó · b1 negres dama · f1 blanques alfil · g1 blanques cavall | a8 negres torre · c8 negres alfil · g8 blanques dama · a7 negres peó · b7 negres peó · b6 negres rei · c6 negres cavall · h6 blanques torre · c5 negres alfil · d5 negres peó · f4 blanques dama · e3 blanques dama · f3 blanques rei · c2 negres dama · f2 blanques peó · b1 negres dama · f1 blanques alfil · g1 blanques cavall | a8 negres torre · c8 negres alfil · g8 blanques dama · a7 negres peó · b7 negres peó · b6 negres rei · c6 negres cavall · h6 blanques torre · c5 negres alfil · d5 negres peó · f4 blanques dama · e3 blanques dama · f3 blanques rei · c2 negres dama · f2 blanques peó · b1 negres dama · f1 blanques alfil · g1 blanques cavall | a8 negres torre · c8 negres alfil · g8 blanques dama · a7 negres peó · b7 negres peó · b6 negres rei · c6 negres cavall · h6 blanques torre · c5 negres alfil · d5 negres peó · f4 blanques dama · e3 blanques dama · f3 blanques rei · c2 negres dama · f2 blanques peó · b1 negres dama · f1 blanques alfil · g1 blanques cavall | a8 negres torre · c8 negres alfil · g8 blanques dama · a7 negres peó · b7 negres peó · b6 negres rei · c6 negres cavall · h6 blanques torre · c5 negres alfil · d5 negres peó · f4 blanques dama · e3 blanques dama · f3 blanques rei · c2 negres dama · f2 blanques peó · b1 negres dama · f1 blanques alfil · g1 blanques cavall | a8 negres torre · c8 negres alfil · g8 blanques dama · a7 negres peó · b7 negres peó · b6 negres rei · c6 negres cavall · h6 blanques torre · c5 negres alfil · d5 negres peó · f4 blanques dama · e3 blanques dama · f3 blanques rei · c2 negres dama · f2 blanques peó · b1 negres dama · f1 blanques alfil · g1 blanques cavall | a8 negres torre · c8 negres alfil · g8 blanques dama · a7 negres peó · b7 negres peó · b6 negres rei · c6 negres cavall · h6 blanques torre · c5 negres alfil · d5 negres peó · f4 blanques dama · e3 blanques dama · f3 blanques rei · c2 negres dama · f2 blanques peó · b1 negres dama · f1 blanques alfil · g1 blanques cavall | 8 |
| 7 | a8 negres torre · c8 negres alfil · g8 blanques dama · a7 negres peó · b7 negres peó · b6 negres rei · c6 negres cavall · h6 blanques torre · c5 negres alfil · d5 negres peó · f4 blanques dama · e3 blanques dama · f3 blanques rei · c2 negres dama · f2 blanques peó · b1 negres dama · f1 blanques alfil · g1 blanques cavall | a8 negres torre · c8 negres alfil · g8 blanques dama · a7 negres peó · b7 negres peó · b6 negres rei · c6 negres cavall · h6 blanques torre · c5 negres alfil · d5 negres peó · f4 blanques dama · e3 blanques dama · f3 blanques rei · c2 negres dama · f2 blanques peó · b1 negres dama · f1 blanques alfil · g1 blanques cavall | a8 negres torre · c8 negres alfil · g8 blanques dama · a7 negres peó · b7 negres peó · b6 negres rei · c6 negres cavall · h6 blanques torre · c5 negres alfil · d5 negres peó · f4 blanques dama · e3 blanques dama · f3 blanques rei · c2 negres dama · f2 blanques peó · b1 negres dama · f1 blanques alfil · g1 blanques cavall | a8 negres torre · c8 negres alfil · g8 blanques dama · a7 negres peó · b7 negres peó · b6 negres rei · c6 negres cavall · h6 blanques torre · c5 negres alfil · d5 negres peó · f4 blanques dama · e3 blanques dama · f3 blanques rei · c2 negres dama · f2 blanques peó · b1 negres dama · f1 blanques alfil · g1 blanques cavall | a8 negres torre · c8 negres alfil · g8 blanques dama · a7 negres peó · b7 negres peó · b6 negres rei · c6 negres cavall · h6 blanques torre · c5 negres alfil · d5 negres peó · f4 blanques dama · e3 blanques dama · f3 blanques rei · c2 negres dama · f2 blanques peó · b1 negres dama · f1 blanques alfil · g1 blanques cavall | a8 negres torre · c8 negres alfil · g8 blanques dama · a7 negres peó · b7 negres peó · b6 negres rei · c6 negres cavall · h6 blanques torre · c5 negres alfil · d5 negres peó · f4 blanques dama · e3 blanques dama · f3 blanques rei · c2 negres dama · f2 blanques peó · b1 negres dama · f1 blanques alfil · g1 blanques cavall | a8 negres torre · c8 negres alfil · g8 blanques dama · a7 negres peó · b7 negres peó · b6 negres rei · c6 negres cavall · h6 blanques torre · c5 negres alfil · d5 negres peó · f4 blanques dama · e3 blanques dama · f3 blanques rei · c2 negres dama · f2 blanques peó · b1 negres dama · f1 blanques alfil · g1 blanques cavall | a8 negres torre · c8 negres alfil · g8 blanques dama · a7 negres peó · b7 negres peó · b6 negres rei · c6 negres cavall · h6 blanques torre · c5 negres alfil · d5 negres peó · f4 blanques dama · e3 blanques dama · f3 blanques rei · c2 negres dama · f2 blanques peó · b1 negres dama · f1 blanques alfil · g1 blanques cavall | 7 |
| 6 | a8 negres torre · c8 negres alfil · g8 blanques dama · a7 negres peó · b7 negres peó · b6 negres rei · c6 negres cavall · h6 blanques torre · c5 negres alfil · d5 negres peó · f4 blanques dama · e3 blanques dama · f3 blanques rei · c2 negres dama · f2 blanques peó · b1 negres dama · f1 blanques alfil · g1 blanques cavall | a8 negres torre · c8 negres alfil · g8 blanques dama · a7 negres peó · b7 negres peó · b6 negres rei · c6 negres cavall · h6 blanques torre · c5 negres alfil · d5 negres peó · f4 blanques dama · e3 blanques dama · f3 blanques rei · c2 negres dama · f2 blanques peó · b1 negres dama · f1 blanques alfil · g1 blanques cavall | a8 negres torre · c8 negres alfil · g8 blanques dama · a7 negres peó · b7 negres peó · b6 negres rei · c6 negres cavall · h6 blanques torre · c5 negres alfil · d5 negres peó · f4 blanques dama · e3 blanques dama · f3 blanques rei · c2 negres dama · f2 blanques peó · b1 negres dama · f1 blanques alfil · g1 blanques cavall | a8 negres torre · c8 negres alfil · g8 blanques dama · a7 negres peó · b7 negres peó · b6 negres rei · c6 negres cavall · h6 blanques torre · c5 negres alfil · d5 negres peó · f4 blanques dama · e3 blanques dama · f3 blanques rei · c2 negres dama · f2 blanques peó · b1 negres dama · f1 blanques alfil · g1 blanques cavall | a8 negres torre · c8 negres alfil · g8 blanques dama · a7 negres peó · b7 negres peó · b6 negres rei · c6 negres cavall · h6 blanques torre · c5 negres alfil · d5 negres peó · f4 blanques dama · e3 blanques dama · f3 blanques rei · c2 negres dama · f2 blanques peó · b1 negres dama · f1 blanques alfil · g1 blanques cavall | a8 negres torre · c8 negres alfil · g8 blanques dama · a7 negres peó · b7 negres peó · b6 negres rei · c6 negres cavall · h6 blanques torre · c5 negres alfil · d5 negres peó · f4 blanques dama · e3 blanques dama · f3 blanques rei · c2 negres dama · f2 blanques peó · b1 negres dama · f1 blanques alfil · g1 blanques cavall | a8 negres torre · c8 negres alfil · g8 blanques dama · a7 negres peó · b7 negres peó · b6 negres rei · c6 negres cavall · h6 blanques torre · c5 negres alfil · d5 negres peó · f4 blanques dama · e3 blanques dama · f3 blanques rei · c2 negres dama · f2 blanques peó · b1 negres dama · f1 blanques alfil · g1 blanques cavall | a8 negres torre · c8 negres alfil · g8 blanques dama · a7 negres peó · b7 negres peó · b6 negres rei · c6 negres cavall · h6 blanques torre · c5 negres alfil · d5 negres peó · f4 blanques dama · e3 blanques dama · f3 blanques rei · c2 negres dama · f2 blanques peó · b1 negres dama · f1 blanques alfil · g1 blanques cavall | 6 |
| 5 | a8 negres torre · c8 negres alfil · g8 blanques dama · a7 negres peó · b7 negres peó · b6 negres rei · c6 negres cavall · h6 blanques torre · c5 negres alfil · d5 negres peó · f4 blanques dama · e3 blanques dama · f3 blanques rei · c2 negres dama · f2 blanques peó · b1 negres dama · f1 blanques alfil · g1 blanques cavall | a8 negres torre · c8 negres alfil · g8 blanques dama · a7 negres peó · b7 negres peó · b6 negres rei · c6 negres cavall · h6 blanques torre · c5 negres alfil · d5 negres peó · f4 blanques dama · e3 blanques dama · f3 blanques rei · c2 negres dama · f2 blanques peó · b1 negres dama · f1 blanques alfil · g1 blanques cavall | a8 negres torre · c8 negres alfil · g8 blanques dama · a7 negres peó · b7 negres peó · b6 negres rei · c6 negres cavall · h6 blanques torre · c5 negres alfil · d5 negres peó · f4 blanques dama · e3 blanques dama · f3 blanques rei · c2 negres dama · f2 blanques peó · b1 negres dama · f1 blanques alfil · g1 blanques cavall | a8 negres torre · c8 negres alfil · g8 blanques dama · a7 negres peó · b7 negres peó · b6 negres rei · c6 negres cavall · h6 blanques torre · c5 negres alfil · d5 negres peó · f4 blanques dama · e3 blanques dama · f3 blanques rei · c2 negres dama · f2 blanques peó · b1 negres dama · f1 blanques alfil · g1 blanques cavall | a8 negres torre · c8 negres alfil · g8 blanques dama · a7 negres peó · b7 negres peó · b6 negres rei · c6 negres cavall · h6 blanques torre · c5 negres alfil · d5 negres peó · f4 blanques dama · e3 blanques dama · f3 blanques rei · c2 negres dama · f2 blanques peó · b1 negres dama · f1 blanques alfil · g1 blanques cavall | a8 negres torre · c8 negres alfil · g8 blanques dama · a7 negres peó · b7 negres peó · b6 negres rei · c6 negres cavall · h6 blanques torre · c5 negres alfil · d5 negres peó · f4 blanques dama · e3 blanques dama · f3 blanques rei · c2 negres dama · f2 blanques peó · b1 negres dama · f1 blanques alfil · g1 blanques cavall | a8 negres torre · c8 negres alfil · g8 blanques dama · a7 negres peó · b7 negres peó · b6 negres rei · c6 negres cavall · h6 blanques torre · c5 negres alfil · d5 negres peó · f4 blanques dama · e3 blanques dama · f3 blanques rei · c2 negres dama · f2 blanques peó · b1 negres dama · f1 blanques alfil · g1 blanques cavall | a8 negres torre · c8 negres alfil · g8 blanques dama · a7 negres peó · b7 negres peó · b6 negres rei · c6 negres cavall · h6 blanques torre · c5 negres alfil · d5 negres peó · f4 blanques dama · e3 blanques dama · f3 blanques rei · c2 negres dama · f2 blanques peó · b1 negres dama · f1 blanques alfil · g1 blanques cavall | 5 |
| 4 | a8 negres torre · c8 negres alfil · g8 blanques dama · a7 negres peó · b7 negres peó · b6 negres rei · c6 negres cavall · h6 blanques torre · c5 negres alfil · d5 negres peó · f4 blanques dama · e3 blanques dama · f3 blanques rei · c2 negres dama · f2 blanques peó · b1 negres dama · f1 blanques alfil · g1 blanques cavall | a8 negres torre · c8 negres alfil · g8 blanques dama · a7 negres peó · b7 negres peó · b6 negres rei · c6 negres cavall · h6 blanques torre · c5 negres alfil · d5 negres peó · f4 blanques dama · e3 blanques dama · f3 blanques rei · c2 negres dama · f2 blanques peó · b1 negres dama · f1 blanques alfil · g1 blanques cavall | a8 negres torre · c8 negres alfil · g8 blanques dama · a7 negres peó · b7 negres peó · b6 negres rei · c6 negres cavall · h6 blanques torre · c5 negres alfil · d5 negres peó · f4 blanques dama · e3 blanques dama · f3 blanques rei · c2 negres dama · f2 blanques peó · b1 negres dama · f1 blanques alfil · g1 blanques cavall | a8 negres torre · c8 negres alfil · g8 blanques dama · a7 negres peó · b7 negres peó · b6 negres rei · c6 negres cavall · h6 blanques torre · c5 negres alfil · d5 negres peó · f4 blanques dama · e3 blanques dama · f3 blanques rei · c2 negres dama · f2 blanques peó · b1 negres dama · f1 blanques alfil · g1 blanques cavall | a8 negres torre · c8 negres alfil · g8 blanques dama · a7 negres peó · b7 negres peó · b6 negres rei · c6 negres cavall · h6 blanques torre · c5 negres alfil · d5 negres peó · f4 blanques dama · e3 blanques dama · f3 blanques rei · c2 negres dama · f2 blanques peó · b1 negres dama · f1 blanques alfil · g1 blanques cavall | a8 negres torre · c8 negres alfil · g8 blanques dama · a7 negres peó · b7 negres peó · b6 negres rei · c6 negres cavall · h6 blanques torre · c5 negres alfil · d5 negres peó · f4 blanques dama · e3 blanques dama · f3 blanques rei · c2 negres dama · f2 blanques peó · b1 negres dama · f1 blanques alfil · g1 blanques cavall | a8 negres torre · c8 negres alfil · g8 blanques dama · a7 negres peó · b7 negres peó · b6 negres rei · c6 negres cavall · h6 blanques torre · c5 negres alfil · d5 negres peó · f4 blanques dama · e3 blanques dama · f3 blanques rei · c2 negres dama · f2 blanques peó · b1 negres dama · f1 blanques alfil · g1 blanques cavall | a8 negres torre · c8 negres alfil · g8 blanques dama · a7 negres peó · b7 negres peó · b6 negres rei · c6 negres cavall · h6 blanques torre · c5 negres alfil · d5 negres peó · f4 blanques dama · e3 blanques dama · f3 blanques rei · c2 negres dama · f2 blanques peó · b1 negres dama · f1 blanques alfil · g1 blanques cavall | 4 |
| 3 | a8 negres torre · c8 negres alfil · g8 blanques dama · a7 negres peó · b7 negres peó · b6 negres rei · c6 negres cavall · h6 blanques torre · c5 negres alfil · d5 negres peó · f4 blanques dama · e3 blanques dama · f3 blanques rei · c2 negres dama · f2 blanques peó · b1 negres dama · f1 blanques alfil · g1 blanques cavall | a8 negres torre · c8 negres alfil · g8 blanques dama · a7 negres peó · b7 negres peó · b6 negres rei · c6 negres cavall · h6 blanques torre · c5 negres alfil · d5 negres peó · f4 blanques dama · e3 blanques dama · f3 blanques rei · c2 negres dama · f2 blanques peó · b1 negres dama · f1 blanques alfil · g1 blanques cavall | a8 negres torre · c8 negres alfil · g8 blanques dama · a7 negres peó · b7 negres peó · b6 negres rei · c6 negres cavall · h6 blanques torre · c5 negres alfil · d5 negres peó · f4 blanques dama · e3 blanques dama · f3 blanques rei · c2 negres dama · f2 blanques peó · b1 negres dama · f1 blanques alfil · g1 blanques cavall | a8 negres torre · c8 negres alfil · g8 blanques dama · a7 negres peó · b7 negres peó · b6 negres rei · c6 negres cavall · h6 blanques torre · c5 negres alfil · d5 negres peó · f4 blanques dama · e3 blanques dama · f3 blanques rei · c2 negres dama · f2 blanques peó · b1 negres dama · f1 blanques alfil · g1 blanques cavall | a8 negres torre · c8 negres alfil · g8 blanques dama · a7 negres peó · b7 negres peó · b6 negres rei · c6 negres cavall · h6 blanques torre · c5 negres alfil · d5 negres peó · f4 blanques dama · e3 blanques dama · f3 blanques rei · c2 negres dama · f2 blanques peó · b1 negres dama · f1 blanques alfil · g1 blanques cavall | a8 negres torre · c8 negres alfil · g8 blanques dama · a7 negres peó · b7 negres peó · b6 negres rei · c6 negres cavall · h6 blanques torre · c5 negres alfil · d5 negres peó · f4 blanques dama · e3 blanques dama · f3 blanques rei · c2 negres dama · f2 blanques peó · b1 negres dama · f1 blanques alfil · g1 blanques cavall | a8 negres torre · c8 negres alfil · g8 blanques dama · a7 negres peó · b7 negres peó · b6 negres rei · c6 negres cavall · h6 blanques torre · c5 negres alfil · d5 negres peó · f4 blanques dama · e3 blanques dama · f3 blanques rei · c2 negres dama · f2 blanques peó · b1 negres dama · f1 blanques alfil · g1 blanques cavall | a8 negres torre · c8 negres alfil · g8 blanques dama · a7 negres peó · b7 negres peó · b6 negres rei · c6 negres cavall · h6 blanques torre · c5 negres alfil · d5 negres peó · f4 blanques dama · e3 blanques dama · f3 blanques rei · c2 negres dama · f2 blanques peó · b1 negres dama · f1 blanques alfil · g1 blanques cavall | 3 |
| 2 | a8 negres torre · c8 negres alfil · g8 blanques dama · a7 negres peó · b7 negres peó · b6 negres rei · c6 negres cavall · h6 blanques torre · c5 negres alfil · d5 negres peó · f4 blanques dama · e3 blanques dama · f3 blanques rei · c2 negres dama · f2 blanques peó · b1 negres dama · f1 blanques alfil · g1 blanques cavall | a8 negres torre · c8 negres alfil · g8 blanques dama · a7 negres peó · b7 negres peó · b6 negres rei · c6 negres cavall · h6 blanques torre · c5 negres alfil · d5 negres peó · f4 blanques dama · e3 blanques dama · f3 blanques rei · c2 negres dama · f2 blanques peó · b1 negres dama · f1 blanques alfil · g1 blanques cavall | a8 negres torre · c8 negres alfil · g8 blanques dama · a7 negres peó · b7 negres peó · b6 negres rei · c6 negres cavall · h6 blanques torre · c5 negres alfil · d5 negres peó · f4 blanques dama · e3 blanques dama · f3 blanques rei · c2 negres dama · f2 blanques peó · b1 negres dama · f1 blanques alfil · g1 blanques cavall | a8 negres torre · c8 negres alfil · g8 blanques dama · a7 negres peó · b7 negres peó · b6 negres rei · c6 negres cavall · h6 blanques torre · c5 negres alfil · d5 negres peó · f4 blanques dama · e3 blanques dama · f3 blanques rei · c2 negres dama · f2 blanques peó · b1 negres dama · f1 blanques alfil · g1 blanques cavall | a8 negres torre · c8 negres alfil · g8 blanques dama · a7 negres peó · b7 negres peó · b6 negres rei · c6 negres cavall · h6 blanques torre · c5 negres alfil · d5 negres peó · f4 blanques dama · e3 blanques dama · f3 blanques rei · c2 negres dama · f2 blanques peó · b1 negres dama · f1 blanques alfil · g1 blanques cavall | a8 negres torre · c8 negres alfil · g8 blanques dama · a7 negres peó · b7 negres peó · b6 negres rei · c6 negres cavall · h6 blanques torre · c5 negres alfil · d5 negres peó · f4 blanques dama · e3 blanques dama · f3 blanques rei · c2 negres dama · f2 blanques peó · b1 negres dama · f1 blanques alfil · g1 blanques cavall | a8 negres torre · c8 negres alfil · g8 blanques dama · a7 negres peó · b7 negres peó · b6 negres rei · c6 negres cavall · h6 blanques torre · c5 negres alfil · d5 negres peó · f4 blanques dama · e3 blanques dama · f3 blanques rei · c2 negres dama · f2 blanques peó · b1 negres dama · f1 blanques alfil · g1 blanques cavall | a8 negres torre · c8 negres alfil · g8 blanques dama · a7 negres peó · b7 negres peó · b6 negres rei · c6 negres cavall · h6 blanques torre · c5 negres alfil · d5 negres peó · f4 blanques dama · e3 blanques dama · f3 blanques rei · c2 negres dama · f2 blanques peó · b1 negres dama · f1 blanques alfil · g1 blanques cavall | 2 |
| 1 | a8 negres torre · c8 negres alfil · g8 blanques dama · a7 negres peó · b7 negres peó · b6 negres rei · c6 negres cavall · h6 blanques torre · c5 negres alfil · d5 negres peó · f4 blanques dama · e3 blanques dama · f3 blanques rei · c2 negres dama · f2 blanques peó · b1 negres dama · f1 blanques alfil · g1 blanques cavall | a8 negres torre · c8 negres alfil · g8 blanques dama · a7 negres peó · b7 negres peó · b6 negres rei · c6 negres cavall · h6 blanques torre · c5 negres alfil · d5 negres peó · f4 blanques dama · e3 blanques dama · f3 blanques rei · c2 negres dama · f2 blanques peó · b1 negres dama · f1 blanques alfil · g1 blanques cavall | a8 negres torre · c8 negres alfil · g8 blanques dama · a7 negres peó · b7 negres peó · b6 negres rei · c6 negres cavall · h6 blanques torre · c5 negres alfil · d5 negres peó · f4 blanques dama · e3 blanques dama · f3 blanques rei · c2 negres dama · f2 blanques peó · b1 negres dama · f1 blanques alfil · g1 blanques cavall | a8 negres torre · c8 negres alfil · g8 blanques dama · a7 negres peó · b7 negres peó · b6 negres rei · c6 negres cavall · h6 blanques torre · c5 negres alfil · d5 negres peó · f4 blanques dama · e3 blanques dama · f3 blanques rei · c2 negres dama · f2 blanques peó · b1 negres dama · f1 blanques alfil · g1 blanques cavall | a8 negres torre · c8 negres alfil · g8 blanques dama · a7 negres peó · b7 negres peó · b6 negres rei · c6 negres cavall · h6 blanques torre · c5 negres alfil · d5 negres peó · f4 blanques dama · e3 blanques dama · f3 blanques rei · c2 negres dama · f2 blanques peó · b1 negres dama · f1 blanques alfil · g1 blanques cavall | a8 negres torre · c8 negres alfil · g8 blanques dama · a7 negres peó · b7 negres peó · b6 negres rei · c6 negres cavall · h6 blanques torre · c5 negres alfil · d5 negres peó · f4 blanques dama · e3 blanques dama · f3 blanques rei · c2 negres dama · f2 blanques peó · b1 negres dama · f1 blanques alfil · g1 blanques cavall | a8 negres torre · c8 negres alfil · g8 blanques dama · a7 negres peó · b7 negres peó · b6 negres rei · c6 negres cavall · h6 blanques torre · c5 negres alfil · d5 negres peó · f4 blanques dama · e3 blanques dama · f3 blanques rei · c2 negres dama · f2 blanques peó · b1 negres dama · f1 blanques alfil · g1 blanques cavall | a8 negres torre · c8 negres alfil · g8 blanques dama · a7 negres peó · b7 negres peó · b6 negres rei · c6 negres cavall · h6 blanques torre · c5 negres alfil · d5 negres peó · f4 blanques dama · e3 blanques dama · f3 blanques rei · c2 negres dama · f2 blanques peó · b1 negres dama · f1 blanques alfil · g1 blanques cavall | 1 |
|   | a | b | c | d | e | f | g | h |   |

- Blanques: Aleksandr Alekhin
- Negres: Nikolai Grigóriev

| 1. e4 e6 2. d4 d5 3. Cc3 Cf6 4. Ag5 Ab4 5. e5 h6 6. exf6 hxg5 7. fxg7 Tg8 8. h4 gxh4 | 9. Dg4 Ae7 10. g3 c5 11. gxh4 cxd4 12. h5 dxc3 13. h6 cxb2 14. Tb1 Da5+ 15. Re2 Dxa2 16. h7 Dxb1 | 17. hxg8=D+ Rd7 18. Dxf7 Dxc2+ 19. Rf3 Cc6 20. Dgxe6+ Rc7 21. Df4+ Rb6 22. Dee3+ Ac5 23. g8=D b1=D 24. Th6 |

i les negres abandonen davant l'amenaça Dd8+.